# Esther de Carpentras

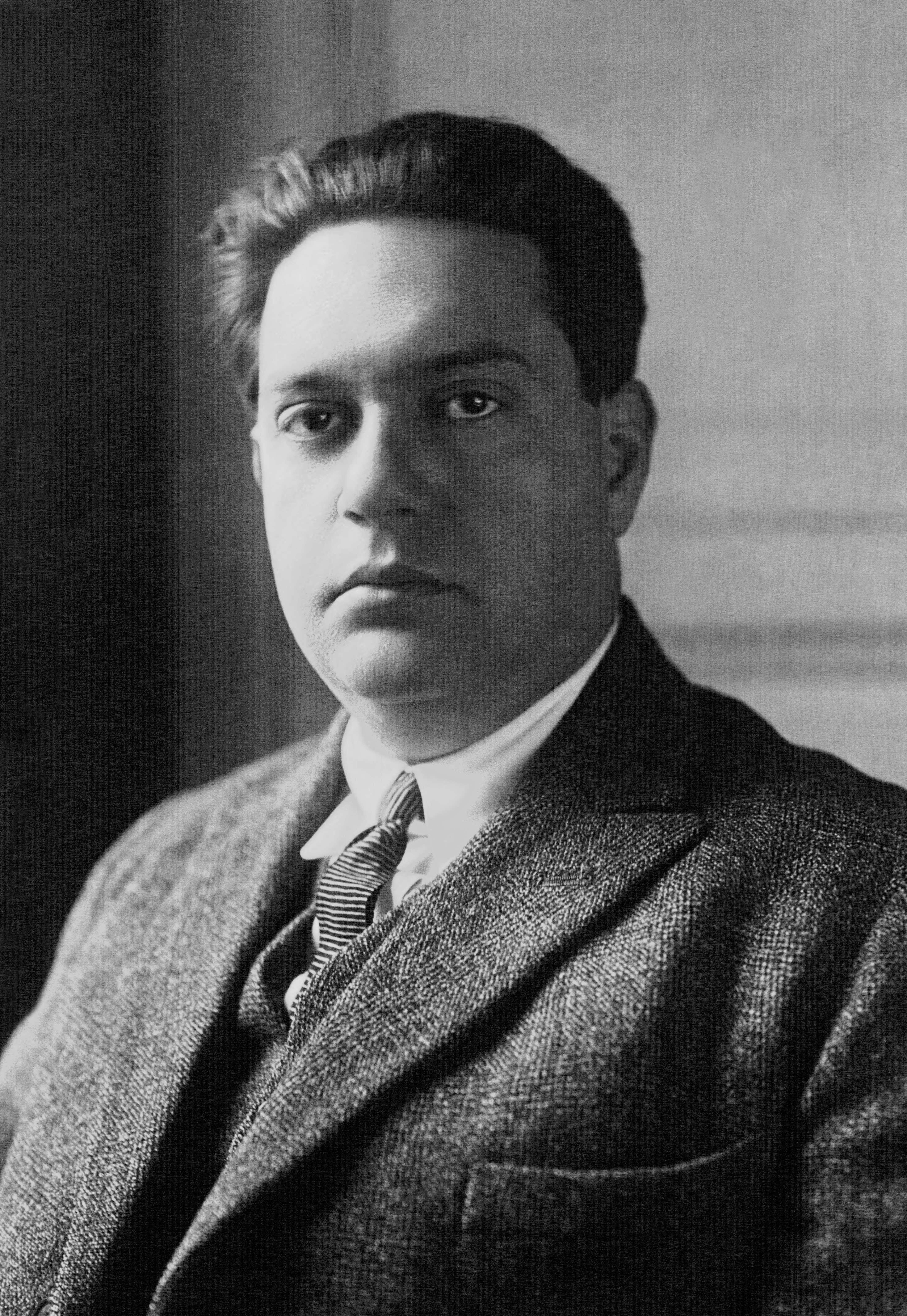
Darius Milhaud

Esther de Carpentras, med undertiteln Le carnaval hébraïque, är en opéra bouffe i två akter med musik av Darius Milhaud efter en teaterpjäs av Armand Lunel. Operan komponerades 1925-1927 och hade premiär 3 februari 1938 på Opéra-Comique i Paris under ledning av Roger Désormière. Armand Lunel var inspirerad av en provençalsk historia, "Reine Esther" skriven 1774 av rabbinerna Mardoché Astruc och Jacob de Lunel

## Handling
På tröskeln till den franska revolutionen berättas om grälen i det judiska samhället i Carpentras med den klerikala makten förkroppsligad av biskopen som går med på att låta judarna berätta historien om Ester i Carpentras. Men Vaucluse, kardinalbiskopens betjänt, ser det som en möjlighet att omvända de församlade judarna och försöker övertyga kardinalen. Pjäsen spelas i samband med Purimfesten. Berättelsen om Ester har formen av en israelitisk karneval med olika dräkter. Medan det är Artaban, en judisk finansiär, som borde ha spelat rollen som Ahasverus, ersätts han av kardinalen. Ester ber Ahasveros att skona judarna, men kardinalen hotar att fördriva judarna om de inte konverterar. Esther förstår att detta inte längre är teater utan det verkliga livet. Ester rörde vid kardinalen som accepterade att judarna fortsätter att utöva sin tro, trots påtryckningar från prelaterna och Vaucluse. En analogi med Ahasveros i Bibeln som tar avstånd från utrotningen av judarna som uppmuntrades av Aman.

## Boken och bearbetning till opera
I Armand Lunels bok uppmuntras kardinalen av sin betjänt Vaucluse att omvända de församlade judarna och det är inte fråga om utvisning. Kardinalen anländer efter föreställningen och går med på begäran av Hadassa som spelade rollen som Ester att låta judarna utöva sin dyrkan. Men enligt flera kritiker av operan i dåtidens tidningar gick kardinalen och hans betjänt upp på scenen innan Ester bad Ahasveros att skona judarna från utrotning och hotade judarna med fördrivning om de inte konverterade. Ester spelar scenen med kardinalen som ersätter Ahasveros och berör kardinalens hjärta som går med på att låta judarna dyrka. Således ersätts "utrotningen" i Esters bok i Bibeln och Armand Lunels spel med "fördrivningen" och slutligen accepterandet att välkomna och låta utöva sin dyrkan till judarna i Comtat-Venaissin som är mer tolererbar än Persien. Modifieringen från texten i Armand Lunels bok börjar i akt II, scen XVII.
Revue musicale, mars 1938
.. innan den darrande Ester kunde kasta sig vid Ahasveros fötter är det kardinalen som anländer utsökt draperad i sin röda kappa och håller ett hotfullt tal: "Judarna måste konvertera en masse, samma dag, annars kommer de att fördrivas från staden." Således, i utbrottet av ungdomlig iver, avser han att dra nytta av den omständighet som håller dem samlade framför honom. Sedan kommer Ester som låtsas vara misstagen och avslutar scenen som saknades i den bibliska berättelsen. Liksom den persiska monarken är kyrkans prins inte okänslig för en bön som charmar och smickrar honom.